# Judit Varga
Judit Varga (Miskolc, 10 de setembro de 1980) é uma política húngara,  que serviu de 2019 até 2024 como Ministra da Justiça no governo de Viktor Orbán.

## Biografia
A partir de 1993, Judit Varga frequentou a Academia Avasi em Miskolc. Em 1999 começou a estudar Direito na Universidade de Miskolc, onde se formou summa cum laude em 2004. Como parte do programa Erasmus, esteve na Universidade de Ciências Aplicadas de Nurtingen em 2003. Após concluir os seus estudos, trabalhou em escritórios de advocacia em Budapeste e de 2006 a 2009 no Tribunal Distrital de Pest. Em 2009, ela passou no exame da Ordem dos advogados. 
De 2009 a 2018 foi conselheira política de vários deputados do Parlamento Europeu, de 2009 a 2012 no gabinete de János Áder, de 2012 a 2014 de Erik Bánki e de 2014 de György Hölvényi. 
Em junho de 2018 tornou-se Secretária de Estado das Relações com a União Europeia. A 12 de julho de 2019, ela sucedeu László Trócsányi como Ministra da Justiça no IV governo de Viktor Orbán. As agendas da União Europeia passaram para o Ministério da Justiça com a nomeação de Varga como Ministra.
Varga também é membro do quinto de Orbán, formado após as eleições gerais de 2022 na Hungria.